# Coscaronia propinqua
Coscaronia propinqua är en tvåvingeart som beskrevs av Cortes 1979. Coscaronia propinqua ingår i släktet Coscaronia och familjen parasitflugor. Inga underarter finns listade i Catalogue of Life.